# Johanna Braddy
Johanna Braddy (ur. 30 sierpnia 1987 w Atlancie) – amerykańska aktorka.

## Życiorys
Jest córką przedszkolnej nauczycielki muzyki i wokalistki Jo Beth Braddy oraz inżyniera Steve'a Braddy'ego. Była kapitanem swojego zespołu tańca w liceum. Ukończyła McIntosh High School w Peachtree City, Georgia w 2005 roku.
Braddy zadebiutowała na ekranie w filmie telewizyjnym ABC Family Pop Rocks w roli Olivii Harden. Zadebiutowała głosem w Avatar: The Last Airbender w roli księżniczki Yue. Braddy grała także małe role w filmach Broken Bridges, Home of the Giants and Whore. W telewizji grała powtarzające się role w dramacie FX The Riches, komediowym dramacie dla nastolatków z ABC Family i VH1 Hit the Floor. Wystąpiła także gościnnie w Cold Case, Southland, CSI: Crime Scene Investigation, Suburgatory i Shameless.
W 2009 roku Braddy po raz pierwszy zagrała główną rolę w horrorze The Grudge 3, trzeciej części serii Grudge, wydanej bezpośrednio na wideo. W następnym roku zagrała drugoplanową rolę w komedii młodzieżowej Easy A z Emmą Stone. Miała role w horrorach Hurt, The Levenger Tapes, Paranormal Activity 3 i The Collection. Od 2012 do 2014 roku zagrała w serialu Video Game High School.
W 2013 roku Braddy zagrała u boku Constance Zimmer i Shiri Appleby w mrocznej komedii dramatycznej Lifetime Unreal. Premiera serii odbyła się 1 czerwca 2015 r. Również w 2015 r. Braddy została obsadzona jako aktorka regularna w thrillerze ABC Quantico wraz z Priyanką Choprą, Yasmine Al Massri, Grahamem Rogerem, Jake'm McLaughlinem i Aunjanue Ellis.

## Filmografia
Role główne:
- 2016: Papierowy bokser
- 2016: Run the Tide jako Michelle
- 2015: UnReal: Telewizja kłamie jako Anna Martin
- 2016: Quantico jako Shelby Wyatt
- 2014: Believe Me jako Callie
- 2013: Taśmy Katie Levenger jako Amanda
- 2012: Kolekcjoner jako Missy Solomon
- 2012: Video Game High School jako Jenny Matrix
- 2011: Urodzony zwycięzca jako Rachel
- 2011: Paranormal Activity 3 jako Lisa
- 2010: Łatwa dziewczyna jako Melody Bostic
- 2009: Hurt jako Lenore
- 2009: Sekret Harry'ego jako Lucy Carmichael
- 2009: Grudge 3: Powrót klątwy jako Lisa
- 2009: Sława jako Katie
- 2009: A Marriage jako Sophie
- 2008: Whore jako Margot
- 2008: Danny Fricke jako Jennifer Stockwell
- 2007: Ostatni miecz jako Freshman
- 2007: Greek jako Jordan
- 2006: Spalone mosty jako Kayla Chartwell
- 2004: Tata- gwiazda rocka jako Olivia